# Milan Mladenović
Milan Mladenović (Zagreb, 21. rujna 1958. – Beograd, 5. studenoga 1994.) bio je jugoslavenski rock-glazbenik, najpoznatiji kao pjevač i gitarist beogradske rock skupine Ekatarina Velika.

## Životopis
Rođen je 21. rujna 1958. godine u Zagrebu, kao sin Spase (časnika JNA rodom iz Kruševca) i majke Danice, domaćice (iz Makarske). U šestoj godini s obitelji preselio se je u Sarajevo, gdje je živio sljedećih nekoliko godina, o čemu je rekao:
Godine 1970. obitelj Mladenović seli se u Beograd. Milan pohađa Jedanaestu beogradsku gimnaziju u kojoj krajem sedamdesetih godina, zajedno sa školskim kolegom Dragomirom Mihailovićem Gagijem, osniva svoj prvi sastav Limunovo drvo. Svirali su na gitarijadama u Žarkovu i Železniku, u Bloku 45 (tzv. „Rock blok”), u Domu omladine, a održali su i dva samostalna koncerta u SKC-u. Poznatije pjesme Limunovog drveta bile su: "Da li se sećate?", "Sedmi krug", "Oko moje glave", "Limunovljevo drvo", "Ne veruj" i "Gubitaš". U to vrijeme Milanovo društvo postaje aktivno uključeno u novi glazbeni pravac poznat kao novi val. Mladenović je priznao da su na njega utjecali Dado Topić, Chuck Berry, Kraftwerk i Martin Luther King.
Godine 1980., zajedno s Mihajlovićem, Dušanom Kojićem - Kojom i Ivanom Vdovićem - Vdom, Mladenović osniva svoj prvi značajniji sastav - Šarlo akrobata. Prvi nastup imali su u travnju 1980. godine u SKC-u, kao predgrupa Pankrtima. Nekoliko pjesama grupe ("Niko kao ja", "Ona se budi", "Oko moje glave", "Mali čovek") ubrzo je objavljeno na kompilaciji Paket aranžman, a 1981. godine izlazi prvi i jedini album sastava pod nazivom Bistriji ili tuplji čovek biva kad..., koji se smatra jednim od važnijih albuma jugoslavenskog novog vala. Šarlo akrobata se nakon toga raspada zbog međusobnih nesuglasica između Milana i Dušana.
Krajem 1981. godine, Milan Mladenović s Dragomirom Mihajlovićem, prijateljem iz bivšeg sastava Limunovo drvo, osniva novi sastav Katarina II. Tijekom 1982. godine novom sastavu priključuju se klavijaturistica Margita Stefanović Magi i basist Bojan Pečar i bubnjar Šarla akrobate Ivan Vdović. U toj postavi grupa 1984. godine izdaje album Katarina II na kojem se nalaze poznate pjesme "Aut", "Jesen", "Radostan dan", "Treba da se čisti", "Ja znam" i druge. Većinu tekstova na debitantskoj ploči pisao je Mladenović, tekstove za pjesme "Vrt" i "Platforme" potpisao je Gagi, a glazba je zajednička. U tom razdoblju, Gagi dolazi u sukob sa zakonom i po povratku iz zatvora saznaje da više nije član sastava. Mihajlović kao nositelj prava na ime Katarina II uskraćuje grupi pravo na korištenje istoga, te sastav bira novo ime Ekatarina Velika. U EKV umjesto Vda dolazi novi bubnjar, Ivan Fece Firči (iz sastava Luna). Godine 1985. izlazi istoimeni album Ekatarina Velika koji dobiva povoljne kritike te skreće pažnju na sastav. Album iz 1986. godine, S' vetrom uz lice, dovodi ih na sam vrh jugoslavenske rock scene, gdje s Mladenovićem na čelu ostaju sve do 1994. godine izdajući seriju uspješnih albuma.
Tijekom rada s Ekatarinom, Mladenović surađuje kao producent na albumima sastava „Gustaph y njegovi dobri duhovi” (Gustafi) i „Fit”. Godine 1985. se zajedno s ostalim članovima Ekatarine pojavljuje u filmu Gorana Markovića Tajvanska kanasta, a sljedeće godine i u filmu Milana Živkovića Crna Marija , u kojemu igra glavnu ulogu i za koji je napisao pjesmu „Bus Station”. Krajem osamdesetih piše glazbu za jednu kazališnu predstavu na kojoj rade i Vlatko Stefanovski, Đorđe Erić, Zoran Petrović i drugi.
Početkom 1992. godine s članovima sastava Partibrejkers i Električni orgazam osniva projekt „Rimtutituki”, čija je glazbena aktivnost usredotočena na proturatnu propagandu. Njihov jedini singl "Slušaj 'vamo!", s ključnim refrenom Mir, brate, mir, izdaje B92, a promoviran je koncertom na kamionu koji je kružio ulicama Beograda. EKV, Partibrejkers i Električni orgazam u rujnu 1993. godine sviraju u Pragu i Berlinu sa zagrebačkim sastavom Vještice u okviru akcije „Ko to tamo pjeva”. Kada su s Rimtutitukijem tijekom rata trebali gostovati u Banjoj Luci, Mladenović je iz prosvjeda otkazao nastup zato što je eksplozivom srušena najstarija i najpoznatija banjolučka džamija Ferhadija iz 1579. godine.
U ljeto 1994. godine Mladenović putuje u Brazil, gdje s dugogodišnjim prijateljem Mitrom Subotićem - Subom (poznatim i kao Rex Ilusivii) i nekoliko brazilskih glazbenika snima album Angel’s Breath (Dah anđela). Mladenovićevim riječima, „to je neka vrsta psihodeličnog samba-rocka s balkanskim utjecajem”. Zatim odlazi u Pariz, gdje je režirao spot za pjesmu „Crv”.
U kolovozu 1994. godine, nakon nastupa Ekatarine Velike na festivalu u Budvi, Mladenoviću je dijagnozirana žutica. U listopadu mu je potvrđena dijagnoza raka gušterače, od kojeg je preminuo 5. studenoga 1994. godine u Beogradu, prije nego što se ploča Angel’s Breath pojavila na tržištu. Pokopan je na Novom groblju u Beogradu.

## Diskografija
- Paket aranžman [Razni izvođači] (Jugoton, 1981.) - sudionik

### Šarlo akrobata
- Bistriji ili tuplji čovek biva kad... (Jugoton, 1981.)

### Katarina II
- Katarina II (1984.)

### Ekatarina Velika
- Ekatarina Velika (RTV LJ, 1984.)
- S' vetrom uz lice (RTV LJ, 1986.)
- Ljubav (PGP-RTB, 1987.)
- Samo par godina za nas (PGP-RTB, 1988.)
- Dum dum (PGP-RTB, 1991.)
- Neko nas posmatra (PGP-RTS, 1993.)

### Rimtutituki
- „Slušaj 'vamo” (Radio B92, 1992.)

### Angel's Breath
- Angel's Breath (Imago Records, 1994.) - Milan Mladenović i Mitar Subotić Suba

## Naslijeđe
Ulice u trima državama nose njegovo ime. 
Jedna ulica u Zemun Polju je 2004. godine dobila ime Milana Mladenovića.
Početkom prosinca 2007. godine i u Zabjelu, predgrađu Podgorice, jednoj je ulici dodijeljeno njegovo ime. Također plato ispred Doma omladine u Beogradu nosi naziv Plato Milana Mladenovića.
Krajem 2012. godine ulica u Zagrebu nazvana je po njemu.[nedostaje izvor]